# Безенги (село)
Безенги́ (карач.-балк. Бызынгы) — село в Черекском районе Кабардино-Балкарской Республики.
Образует муниципальное образование «сельское поселение Безенги», как единственный населённый пункт в его составе.

## География
Селение расположено в юго-западной части Черекского района, на левом берегу реки Черек-Безенгийский. Находится в 35 км к юго-западу от районного центра Кашхатау и в 90 км от города Нальчик.
Площадь территории сельского поселения составляет — 112.29 км2. Основной земельный фонд составляют горные пастбища и пашни.
Граничит с землями населённых пунктов: Булунгу и Эльтюбю на западе, и Карасу на северо-востоке.
Населённый пункт расположен в горной зоне республики. Местность пересекают различные горные хребты изрезанные ущельями рек. Сельское поселение является одним из самых высоко расположенных муниципальных образований в республике. Средние высоты на территории села составляют 1528 метров над уровнем моря. К югу от села Безенги тянется Безенгийская стена, которая включает в себя пять вершин пятитысячников Кавказа. В недрах села имеются диоритовый камень, золото, свинец, мышьяк и т.д.
Гидрографическая сеть представлена рекой Черек-Безенгийский, а также его многочисленными притоками, наиболее крупными из которых являются реки Кишлыксу и Шыки. Эти притоки текущие с ледников вниз по склонам, образовывают на разных участках водопады и пороги.
Климат влажный умеренный, с коротким тёплым летом и продолжительной холодной зимой. Ярко выражен высокогорный тип климата с резко меняющейся погодой. Среднегодовая температура воздуха составляет около +5,0°С, и колеблется от средних +15,0°С в июле до средних -5,5°С в январе. Первые заморозки наблюдаются в середине сентября, последние в середине мая. Среднегодовое количество осадков составляет около 900 мм. Основное их количество выпадает в период с мая по июль. Весной при резких перепадах температуры, с гор дуют сильные тёплые ветры — фён. Благодаря расположению населённого пункта в межгорной депрессии Скалистого хребта, в нём более 300 дней в году наблюдается солнечная погода.

## История
Доподлинно о дате образования села Безенги неизвестно. Археологические данные говорят о том, что на территории сельского поселения со времён позднего Средневековья имеются постоянные поселения. Название села происходит от одноимённого высокогорного района Безенги, и вероятно восходит к балкарскому — буз ыннган, что в переводе означает — «место, где растаял лёд».  
До 1935 года Безенгийский сельсовет входил в состав Балкарского округа КБАССР. После разукрупнения округа, был включён в состав новообразованного Хуламо-Безенгийского района.
В 1944 году Безенгийский сельсовет был упразднён и снят с учётных записей, в связи с депортацией балкарцев в Среднюю Азию. До депортации, в долине верховья реки Черек-Безенгийский, находились семь сёл — Безенги, Жабоевский, Озен, Тотур, Усхур, Шыки и Эль-Хулам.
По возвращении балкарцев из ссылки в 1957 году, вновь был заселён лишь Безенги. Статус сельсовета был восстановлен и включён в состав Советского района КБАССР (ныне Черекский район). Жители других балкарских аулов, после своего возвращения в основном осели в предгорных и равнинных территориях Кабардино-Балкарии, и ныне от них в долине реки остались только руины.
В 1992 году Безенгийский сельский совет был реорганизован и преобразован в Безенгийскую сельскую администрацию. В 2005 году Безенгийская сельская администрация была преобразована в муниципальное образование, со статусом сельского поселения.

## Население
| 2002  | 2010  | 2012  | 2013  | 2014  | 2015  | 2016  |
| ----- | ----- | ----- | ----- | ----- | ----- | ----- |
| 1000  | ↗1006 | ↘998  | ↗1009 | ↗1012 | ↗1028 | ↘1027 |
| 2017  | 2018  | 2019  | 2020  | 2021  | 2023  | 2024  |
| ↗1038 | ↗1043 | ↗1053 | →1053 | ↗1262 | ↗1269 | ↗1274 |
| 2025  |       |       |       |       |       |       |
| ↗1276 |       |       |       |       |       |       |

Плотность — 11.36 чел./км2.
Национальный состав
По данным Всероссийской переписи населения
 2010 года:
| Народ    | Численность, чел. | Доля от всего населения, % |
| -------- | ----------------- | -------------------------- |
| балкарцы | 1 002             | 99,6 %                     |
| другие   | 4                 | 0,4 %                      |
| всего    | 1 006             | 100 %                      |

По данным Всероссийской переписи 2021 года:
| Народ      | Численность, чел. | Доля от всего населения, % |
| ---------- | ----------------- | -------------------------- |
| балкарцы   | 1 219             | 96,60 %                    |
| кабардинцы | 31                | 2,45 %                     |
| другие     | 12                | 0,95 %                     |
| всего      | 1 262             | 100,0 %                    |

Поло-возрастной состав
По данным Всероссийской переписи населения 2010 года:
| Возраст     | Мужчины, чел. | Женщины, чел. | Общая численность, чел. | Доля от всего населения, % |
| ----------- | ------------- | ------------- | ----------------------- | -------------------------- |
| 0 — 14 лет  | 102           | 109           | 211                     | 21,0 %                     |
| 15 — 59 лет | 318           | 362           | 680                     | 67,6 %                     |
| от 60 лет   | 50            | 65            | 115                     | 11,4 %                     |
| Всего       | 470           | 536           | 1 006                   | 100,0 %                    |

Мужчины — 470 чел. (46,7 %). Женщины — 536 чел. (53,3 %).
Средний возраст населения — 33,7 лет. Медианный возраст населения — 32,4 лет.
Средний возраст мужчин — 33,3 лет. Медианный возраст мужчин — 32,9 лет.
Средний возраст женщин — 34,0 лет. Медианный возраст женщин — 32,0 лет.

## Местное самоуправление
Администрация сельского поселения Безенги — с. Безенги, ул. Жазыкоева, 13.
Структуру органов местного самоуправления сельского поселения составляют:
- Исполнительно-распорядительный орган — Местная администрация сельского поселения Безенги. Состоит из 6 человек.
  - Глава администрации сельского поселения — Чочаев Зуфар Зейтунович.
- Представительный орган — Совет местного самоуправления сельского поселения Безенги. Состоит из 10 депутатов, избираемых на 5 лет.

## Образование
- МКОУ Средняя общеобразовательная школа — ул. Жазыкоева, 1.
- Начальная школа Детский сад

## Здравоохранение
- Участковая больница — ул. Османова, 69.

## Культура
- Дом Культуры

Общественно-политические организации: 
- Совет старейшин
- Совет ветеранов труда и др.

## Ислам
- Сельская мечеть — ул. Осамнова, 61.

## Туризм
На территории сельского поселения функционируют: 
- въезд в Кабардино-Балкарский высокогорный заповедник
- альплагерь «Безенги»
- пограничная зона «Безенги»

## Улицы
На территории села зарегистрировано 13 улиц :

| Байсултанова  |
| Безенгиевская |
| Деппуева      |
| Жазыкоева     |
| Заречная      |

| Калабекова    |
| Комсомольская |
| Мечиева       |
| Молодёжная    |

| Первомайская |
| Хуламская    |
| Шикиевская   |
| Османова     |

## Известные уроженцы
- Мечиев Кязим Беккиевич — поэт, основоположник балкарской поэзии и литературного балкарского языка.
- Аттоев Салих Харунович — Герой Социалистического Труда.